# Zamarada kala
Zamarada kala là một loài bướm đêm trong họ Geometridae.